# Elecciones generales de Saba de 1975
Elecciones generales tuvieron lugar en Saba en 1975. El resultado fue una victoria para el Movimiento Popular de las Islas de Barlovento, el cual ganó cuatro de los cinco escaños en el Consejo de la Isla.

## Resultados
| Partido                                       | Votos | %     | Escaños | +/– |
| --------------------------------------------- | ----- | ----- | ------- | --- |
| Movimiento Popular de las Islas de Barlovento | 421   | 73,09 | 4       | +1  |
| Partido Democrático                           | 155   | 26,91 | 1       | -1  |
| Votos en blanco/nulos                         |       |       | –       | –   |
| Total                                         | 576   | 100   | 5       | 0   |
| Electores registrados/participación           |       |       | –       | –   |
| Fuente: Johnson                               |       |       |         |     |

## Elecciones Generales
- Elecciones generales de Saba de 1975
- Elecciones generales de Saba de 1979
- Elecciones generales de Saba de 1983
- Elecciones generales de Saba de 1987
- Elecciones generales de Saba de 1991
- Elecciones generales de Saba de 1995
- Elecciones generales de Saba de 1999
- Elecciones generales de Saba de 2003
- Elecciones generales de Saba de 2007
- Elecciones generales de Saba de 2011
- Elecciones generales de Saba de 2015